# Yvonne Buter
Yvonne Buter (Schiedam, 18 maart 1959) is een Nederlands hockey goalkeeper, die 29 interlands heeft gespeeld voor de nationale vrouwenploeg. Ze is tevens winnares van een bronzen medaille tijdens de Olympische Zomerspelen van 1988 in Zuid-Korea. Buter, die op het laatste moment vervangen werd voor Det de Beus, ging in ditzelfde jaar met pensioen. In clubverband speelde ze voor HGC.
Willemien Aardenburg · 
Carina Benninga · 
Det de Beus · 
Marjolein Bolhuis-Eijsvogel · 
Yvonne Buter · 
Marieke van Doorn · 
Annemieke Fokke · 
Noor Holsboer · 
Lisanne Lejeune · 
Helen Lejeune-van der Ben · 
Aletta van Manen · 
Anneloes Nieuwenhuizen · 
Martine Ohr · 
Sophie von Weiler · 
Laurien Willemse · 
Ingrid Wolff ·
Coach: Gijs van Heumen